# Vụ phá đập Kakhovka
Vào ngày 6 tháng 6 năm 2023, đập nước Kakhovka ở Ukraina bị vỡ, gây ra lũ lụt trên diện rộng. Nằm trên sông Dnepr ở tỉnh Kherson, con đập nằm dưới sự kiểm soát của quân đội Nga, lực lượng đã chiếm giữ khu vực này trong những ngày đầu của chiến dịch Nga xâm lược Ukraina. Chính quyền Nga đổ lỗi cho vụ vỡ đập do pháo kích của Ukraina. Ukraina và các đồng minh cáo buộc lực lượng Nga cho nổ tung con đập để cản trở kế hoạch phản công của Ukraina.
Mực nước trong hồ chứa Kakhovka đã tăng lên trong nhiều tháng và ở mức cao nhất từ khi có con đập này khi con đập bị vỡ. Hàng nghìn cư dân đã được sơ tán ở hạ lưu khi lũ lụt nhấn chìm một số ngôi làng ở các khu vực do Ukraina và Nga kiểm soát. Việc mất nước trong hồ chứa Kakhovka đe dọa nguồn cung cấp nước cho Krym do Nga chiếm đóng và nhà máy điện hạt nhân Zaporizhzhia do Nga chiếm giữ.

## Vụ phá hủy đập
Vào lúc 02h50 giờ địa phương sáng ngày 6 tháng 6 năm 2023, Tổng thống Ukraina Volodymyr Zelenskyy cho biết một "vụ nổ bên trong các cấu trúc" của con đập đã xảy ra. Phần giữa của con đập rộng 3,2 km trên thực tế đã bị phá hủy, dẫn đến lũ lụt trên diện rộng ở vùng hạ lưu. Vào thời điểm bị phá hủy, con đập nằm dưới sự kiểm soát của Nga và mực nước đã tăng lên mức cao nhất trong 30 năm.

Hình ảnh vệ tinh do BBC News thu được chỉ ra rằng tình trạng của con đập đã xuống cấp kể từ ngày 1 tháng 6 hoặc sớm hơn, với con đường xuyên qua đập bị hư hại một số vào ngày 2 tháng 6.

## Thủ phạm phá hoại
Người ta vẫn còn tranh cãi thủ phạm phá hoại con đập này. Không bên nào cung cấp bằng chứng công khai ngay lập tức để hỗ trợ các cáo buộc của họ.

### Tuyên bố về trách nhiệm của Nga
Chính quyền Ukraina cho rằng các lực lượng Nga đã phá hủy con đập. Cơ quan thủy điện nhà nước Ukraina, Ukrhydroenergo, tuyên bố rằng con đập đã "bị phá hủy hoàn toàn" sau một vụ nổ từ bên trong phòng máy và không thể phục hồi. Các quan chức Ukraina cho biết Nga đã phá hủy con đập "trong cơn hoảng loạn" để làm chậm kế hoạch phản công của Ukraina.
Bộ trưởng Ngoại giao Ukraina Dmytro Kuleba đã chỉ trích các phương tiện truyền thông quốc tế vì đã trình bày các quy kết của Ukraine và Nga là đáng tin cậy như nhau, cho rằng điều này "đặt sự thật và tuyên truyền ngang hàng nhau."
Thủ tướng Đức Olaf Scholz chỉ ra "Theo các thông tin thu thập được, đây là hành động gây hấn của phía Nga nhằm ngăn chặn cuộc tấn công của Ukraine, để bảo vệ đất nước của chính họ."

### Tuyên bố về trách nhiệm của Ukraina
Thị trưởng Nova Kakhovka do Nga bổ nhiệm ban đầu nói rằng con đập không bị hư hại nhưng sau đó cáo buộc Ukraina. Dmitry Peskov, thư ký báo chí của Vladimir Putin, phủ nhận cáo buộc Nga tham gia vào việc phá hủy con đập và gọi đó là hành động phá hoại của Ukraina. Truyền thông nhà nước Nga cho rằng vụ phá hủy là do hỏa lực pháo binh từ một bệ phóng nhiều tên lửa Vilkha.

## Phản ứng

### Nga
Người phát ngôn Điện Kremlin Dmitry Peskov cho biết: "Vụ phá hoại này cũng liên quan đến thực tế là, đã tiến hành các hoạt động tấn công quy mô lớn hai ngày trước, các lực lượng vũ trang Ukraina đã không đạt được mục tiêu của họ. Chính quyền Kiev phải chịu mọi trách nhiệm về mọi hậu quả ”. Người phát ngôn Bộ Ngoại giao Nga Maria Zakharova nói: "... Tôi đang nói về những gì đã xảy ra ngày hôm qua tại Nhà máy thủy điện Kakhovka. Đây thực sự nên là một chủ đề của nghiên cứu, nghiên cứu và điều tra trên toàn thế giới. Phản ứng của phương Tây trong tất cả các tình huống như vậy là có thể đoán trước 100%. Đó là một mong muốn vô tận để đổ lỗi cho Nga về mọi thứ xảy ra, bất kể nó thực sự xảy ra hay chỉ là một điều hư cấu."

### Ukraina
Tổng thống Ukraina Volodymyr Zelenskyy cho biết: "Việc những kẻ khủng bố Nga phá hủy đập nhà máy thủy điện Kakhovka chỉ khẳng định với toàn thế giới rằng chúng phải bị trục xuất khỏi mọi ngóc ngách trên đất Ukraina."  Andriy Yermak, Trưởng Văn phòng của Tổng thống Ukraine, gọi việc phá hủy con đập là "sự hủy diệt sinh thái". Bộ Ngoại giao Ukraina cho biết: "Chúng tôi kêu gọi cộng đồng quốc tế kiên quyết lên án vụ tấn công khủng bố của Nga vào Nhà máy thủy điện Kakhovka (Nhà máy thủy điện)", kêu gọi tổ chức một phiên họp của UNSC và một cuộc họp với IAEA. Tổng công tố Ukraina cho biết họ đang điều tra vụ phá hủy như một tội ác chiến tranh.
Cựu Bộ trưởng Bộ Sinh thái Ukraine Ostap Semerak nói rằng: "Điều này sẽ có tác động đến Romania, Georgia, Thổ Nhĩ Kỳ và Bulgaria. Nó sẽ có hại cho tất cả các khu vực. Chính phủ của chúng tôi đã tuyên bố đây là thảm họa môi trường lớn nhất ở châu Âu trong 10 năm qua, và tôi nghĩ đó có thể là điều tồi tệ nhất ở Ukraine kể từ thảm họa Chernobyl năm 1986."

### Cộng đồng quốc tế
Việc phá hủy con đập đã được các nhà lãnh đạo phương Tây mô tả là tội ác chiến tranh; Điều 56 của Nghị định thư I của Công ước Geneva nghiêm cấm việc cố tình phá hủy "các công trình chứa các lực nguy hiểm" như đập.
António Guterres, Tổng thư ký Liên Hợp Quốc, nói rằng sự sụp đổ là "một hậu quả tàn khốc khác của cuộc xâm lược Ukraine của Nga", và tuyên bố rằng: "Các cuộc tấn công nhằm vào thường dân và cơ sở hạ tầng dân sự quan trọng phải dừng lại." Tổng thư ký NATO Jens Stoltenberg gọi sự kiện này là "thái quá" và nói rằng nó cho thấy "sự tàn bạo của cuộc chiến tranh của Nga ở Ukraina". Chủ tịch Hội đồng Châu Âu Charles Michel gọi việc cho nổ tung một nhà máy thủy điện là một tội ác chiến tranh của Nga. Hội đồng Châu Âu tuyên bố: "Chúng tôi lên án mạnh mẽ nhất việc phá hủy đập Nova Kakhovka ở vùng Kherson của Ukraine".